# The Illustrated Dictionary of Gardening
The Illustrated Dictionary of Gardening (abreviado Ill. Dict. Gard.) es un libro ilustrado y con descripciones botánicas que fue escrito por el botánico y jardinero inglés, George Nicholson: Fue publicado en Londres en 4 volúmenes en los años 1884-1887 con el nombre de Illustrated Dictionary of Gardening, a Practical and Scientific Encyclopaedia of Horticulture for Gardeners and Botanists.